# Abdisalam Ibrahim
Abdisalam Ibrahim (Mogadishu, 1 mei 1991) is een Noors voetballer van Somalische komaf die bij voorkeur als middenvelder speelt. Ibrahim debuteerde in januari 2014 in het Noors voetbalelftal.

## Clubcarrière
Ibrahim werd geboren in Somalië, maar kwam in 1998 naar Noorwegen, waar hij in de jeugd speelde. Hij debuteerde bij de senioren bij Fjellhamar FK, op dat moment actief in de Noorse derde divisie. Ibrahim verhuisde in de zomer van 2007 naar Manchester City, waarvoor hij op 24 januari 2010 debuteerde in een FA Cup-wedstrijd tegen Scunthorpe United. Zijn debuut in de Premier League volgde op 21 februari 2010, als invaller tegen Liverpool FC.
Manchester City verhuurde Ibrahim in januari 2011 voor een half jaar aan Scunthorpe United, op dat moment actief in de Football League Championship. In het seizoen 2011/12 werd hij vervolgens verhuurd aan N.E.C., dat toen in de Eredivisie speelde. Deze huurovereenkomst werd op 22 maart 2012 ontbonden omdat Ibrahim moeite had met zijn reserverol. City verhuurde hem in 2012 voor een half jaar aan Strømsgodset IF, dat hem in januari 2013 ook voor de rest van het seizoen huurde. Na het seizoen 2013-2014 keerde Ibrahim terug bij City. Op 22 januari 2014 tekende hij vervolgens een contract voor een definitieve overgang naar Olympiakos Piraeus, dat hem direct verhuurde aan Ergotelis FC. In de zomer van 2015 tekende hij een contract voor twee seizoenen bij Veria FC. Per 1 januari 2016 werd zijn contract ontbonden en daarna ging hij voor Viking FK spelen. In april 2017 ging Ibrahim naar Vålerenga IF. Eind 2018 liep zijn contract af en een maand later ging hij op Cyprus voor Paphos FC spelen. Medio 2019 werd hij verhuurd aan Riga FC uit Letland. Eind maart 2021 sloot hij aan bij AS Bisceglie in de Italiaanse Serie C. In 2022 ging hij in Noorwegen voor Ullensaker/Kisa IL spelen in de 2. Divisjon.

## Interlandcarrière
Ibrahim nam in 2013 met Jong Noorwegen deel aan de EK-eindronde U21 in Israël. Daar verloor de ploeg onder leiding van bondscoach Tor Ole Skullerud in de halve finale met 3-0 van de latere toernooiwinnaar Spanje.
Ibrahim maakte in 2014 voor het eerst zijn opwachting in de nationale A-ploeg van Noorwegen. Onder leiding van bondscoach Per-Mathias Høgmo maakte hij zijn debuut op 15 januari 2014 in de vriendschappelijke wedstrijd tegen Moldavië (1-2) in Abu Dhabi, net als Thomas Bendiksen (Tromsø IL). Ibrahim viel in dat duel na 63 minuten in voor Harmeet Singh.

## Erelijst
Strømsgodset IF
- Noors landskampioen

2013